# 1511
1511 (MDXI) fue un año común comenzado en miércoles del calendario juliano.

## Acontecimientos
- 26 de marzo: Un devastador terremoto de 6,9 sacude Eslovenia, dejando un saldo de 3.000 muertos y causando graves daños.
- 15 de agosto: en la isla de Cuba, Diego Velázquez de Cuéllar 'El Adelantado' funda la Villa de Baracoa, una de las primeras aldeas fundadas por españoles en América. El 27 de noviembre de 1492, Cristóbal Colón la había descrito como «la más hermosa cosa del mundo».
- 18 de octubre: en España, la reina Juana la Loca confirma los privilegios a Rabanera del Pinar.
- 17 de noviembre: en Yunnan (China) se registra un terremoto de 5,8 grados en la escala sismológica de Richter (magnitud de más de 7) que deja un saldo de «algunos» muertos.
- 21 de diciembre: En Santo Domingo, Fray Antón de Montesinos, pronuncia el Sermón Ego vox clamantis in deserto en defensa de la población indígena. Será el primer grito a favor de los derechos humanos.
- Los portugueses llegan a las costas de las islas Molucas.
- En México, los españoles llegan a la península de Mayab, que los españoles llamaron Yucatán, de uiu-katán (‘¡oye el habla!’, en maya) o de mana ti-katán (‘no [entiendo] tu habla’, en maya).
- En Roma, Julio II (rey de los Estados Pontificios), junto con España, el Sacro Imperio Romano Germánico, Venecia (y más tarde Inglaterra y Suiza), crean la Liga «Santa» para invadir Francia.

## Arte y literatura
- Erasmo de Róterdam escribe su Elogio de la locura.
- Ulrich von Hutten publica su obra Ars versificandi.
- Miguel Ángel pinta su obra La creación de Adán.

## Nacimientos
- 30 de julio: Giorgio Vasari, pintor, historiador del arte y arquitecto italiano (f. 1574).
- 29 de septiembre: Miguel Servet, escritor y teólogo español (f. 1553).
- Francisco de Villagra, conquistador español.
- Diego de Losada, conquistador español y fundador de Caracas (Venezuela).
- Luis de Velasco, segundo virrey de Nueva España.
- Bartolomeo Ammanati, arquitecto italiano.
- Francisco de Orellana (1511-1546), militar español, primero en llegar al río Amazonas.
- Gaspar Cervantes de Gaeta, cardenal español.

## Fallecimientos
- Diego de Nicuesa, conquistador español.